# 埃德蒙·达姆
埃德蒙·达姆（法語：Edmond Dame，1893年11月4日—1956年8月31日），法国男子摔跤运动员。他曾代表法国参加1920年、1924年和1928年夏季奥林匹克运动会摔跤比赛，其中1928年奥运会获得一枚铜牌。